# Burg Binzwangen
Die Burg Binzwangen ist eine abgegangene Spornburg auf einem Hochflächensporn bei rund 573 Meter über Normalnull oberhalb der Kirche des Ortsteils Binzwangen der Gemeinde Ertingen im Landkreis Biberach in Baden-Württemberg.
Die 1241 erwähnte Burg wurde von den Herren von Binzwangen erbaut. Von der ehemaligen Burganlage ist nichts erhalten.